# Димостенис Карастоянис
Димостенис Карастоянис (на гръцки: Δημοσθένης Καραστογιάννης) е гръцки революционер, деец на Гръцката въоръжена пропаганда в Македония.

## Биография
Карастоянис е роден в 1883 година в македонския град Сяр, тогава в Османската империя, днес в Гърция. Започва да се занимава с търговия и се включва в гръцката пропаганда в Македония. Предава информация на Дукас Дукас, който по това време е агент на гръцкото консулство. Карастоянис отговаря за предаване на секретна информация на гръцките власти.